# Zapłata (opowiadanie)
Zapłata (ang. Paycheck) – opowiadanie science fiction Philipa K. Dicka, napisane w 1952 i opublikowane w czerwcu 1953 na łamach magazynu „Imagination”. Na podstawie utworu powstał film fabularny pt. „Zapłata” (2003, reżyseria John Woo, w roli głównej Ben Affleck).

## Fabuła
Jennings, utalentowany inżynier elektronik, przystaje na pewną umowę z przedsiębiorstwem Rethrick Construction. Warunki umowy mówią o dwuletniej pracy nad tajnym projektem, na czas którego Jenningsowi zostanie wymazana pamięć. W zamian ma dostać horrendalną kwotę pieniędzy (tytułowa zapłata). Jennings budzi się po zakończeniu eksperymentu i dowiaduje, że sam zrzekł się praw do wypłaty honorarium, zamiast tego dostaje jedynie kopertę zawierającą kilka drobnych przedmiotów: klucz kodowy, odcinek biletu, kwit depozytowy, kawałek cienkiego drutu, wpół złamany żeton do pokera, skrawek zielonego materiału i żeton na autobus.
Zaraz po opuszczeniu budynku Jennings zostaje ujęty przez tajną policję, która zbiera informacje o poczynaniach Rethrick Construction. Szczęśliwie dla niego przy użyciu drutu jest on w stanie umknąć jej oddziałom. Korzystając dalej z komunikacji miejskiej używa żetonu, tak że elektryczny robot akceptuje go jako pasażera. Szybko zdaje sobie sprawę, że jedynym sposobem na zapewnienie sobie bezpieczeństwa jest szantaż Rethricka, który może ochronić go przed rządem.
Dowiaduje się, że w Rethrick Constructions zbudowano urządzenie, która pozwala patrzeć w przyszłość i przenosić stamtąd do teraźniejszości różne przedmioty. Cała zawartość koperty jest więc tego przykładem. Jeszcze w czasie trwania eksperymentu w firmie, Jennings sam zakupił owe rzeczy, by móc zaplanować każde jego posunięcie, w momencie gdy będzie opuszczał siedzibę Rethrick Constructions. Nie wie jednak, kiedy dany element znajdzie swoje zastosowanie, gdyż jego pamięć została wymazana.
Szybko znajduje on kryjówkę Rethricka, strzeżoną fabrykę w stanie Iowa. Udaje mu się za pomocą kilku przedmiotów wejść do środka i sfotografować urządzenia. Tak chce szantażować właściciela i dzięki temu zyskać udziały w firmie. Jennings nie czuje się bezpiecznie w społeczeństwie zdominowanym przez tajne jednostki policji. Chce przyłączyć się do przedsiębiorstwa, gdyż firmy o charakterze gospodarczym wymykają się kontroli państwowej. Zamierza jednak wrócić nie jako inżynier, lecz pragnie miejsca w zarządzie.
Aby zdjęcia nie wpadły w niepowołane ręce, Jennings przekazuje je swojej przyjaciółce Kelly. W rozmowie z Rethrickiem ten wyjaśnia mu, że przy pomocy urządzenia ma on zamiar wspierać zwykłych obywateli w walce przeciwko tajnej policji. Sam Jennings nie może jednak dostać udziałów w firmie, gdyż ta musi pozostać w rękach rodziny. Ponieważ Kelly okazuje się być córką Rethricka, Jenningsowi brakuje dowodów do przeprowadzenia kolejnych działań.
Jednak ostatni przedmiot okazuje się być jego triumfem: kwit depozytowy do paczki, która zawiera schowane fotografie. Pokazuje go Kelly, która dochodzi do podobnej konkluzji. W tym momencie całe pomieszczenie wibruje, część przestrzeni zaczyna przybierać kształt czarnego koła. Skrawek papieru wymyka się z rąk Kelly. Jenings ma teraz klucz, dający mu dostęp do materiału dowodowego. Wiedząc o tym, Rethrick i Kelly zgadzają się, by Jennings stał się udziałowcem w firmie, a że Kelly i Jenningsa łączy miłość, przedsiębiorstwo może nadal pozostać w rodzinie.

## Analiza
Sam Philip K. Dick pytał: Ile może być wart klucz do szafki?. Jednego dnia 25 centów, następnego tysiące dolarów. Czasem fakt posiadania dziesięciocentówki, która pozwala wykonać jedną rozmowę telefoniczną, może stanowić różnicę między życiem i śmiercią. Klucze, reszta, może bilet do teatru, a co z kwitem do parkowania na Jaguara? Wszystko co musiałem zrobić, to połączyć ową ideę z podróżami w czasie, by spostrzec jak pozornie małe i bezużyteczne rzeczy, pod mądrym okiem podróżującego, mogą znaczyć coś znacznie większego. Wiedziałby on wtedy, że owa dziesięciocentówka może uratować życie. A wracając ponownie do przeszłości może uznać ją za więcej wartą od dowolnej sumy pieniędzy, nieważne jak dużej.
Krytyk Zack Handlen zauważył: Jest to jedna z wcześniejszych prac Dicka, co oznacza, że gdy pojawiają się nowe interesujące koncepty, jest tam też miejsce na grę z osobowością – Jennings rozwija przemożną wiarę w jego wiedzę o własnej przeszłości, wiarę, której większość ludzi nie ma nawet w stosunku do teraźniejszości, a na końcu opowiadania odnosi się on nawet do jego wersji z przeszłości jako odrębnej osoby. Główny wątek trzyma w napięciu i bawi czytelnika. Jest to spora dawka dobrej literatury.